# Gąsienica (nazwisko)
Gąsienica (forma żeńska: Gąsienica/Gąsienicowa/Gąsienicówna, liczba mnoga: Gąsienicowie) to popularne na Podhalu (przede wszystkim w Zakopanem) polskie nazwisko noszone w Polsce przez około 1300 osób.

## Historia
Po raz pierwszy nazwisko Gąsienica pojawiło się w metrykach Maruszyny od 1620 r. przez około półtora wieku. Później, jeszcze w XVII wieku, nazwisko rozprzestrzeniło się i spotykane było w Zaskalu (1634), Międzyczerwiennem (1665), Bańskiej, Zakopanem i Skrzypnem (1699). W XVIII wieku było już popularne, przede wszystkim na Skalnym Podhalu. Inne dokumenty wskazują, że już przed 1699 r. Gąsienicowie żyli w Zakopanem – w 1687 mieszkał w nim Samuel Gąsienica.
Nie jest znane pochodzenie nazwiska. Ludowe podanie mówi, że pierwszy jego nosiciel wyróżniał się pręgowatym ubiorem i przypominał gąsienicę. Do Zakopanego prawdopodobnie Gąsienicowie dotarli z Maruszyny – bezpośrednio lub stopniowo przez inne wsie.
Jako pierwsza historię rodu Gąsieniców zgłębiała Jadwiga Feistówna z Zakopanego (przed 1938 r.) pod nadzorem prof. Władysława Semkowicza. Dzieje rodziny stały się inspiracją dla trylogii Józefa Kapeniaka pt. Ród Gąsieniców (1954–1959), na podstawie której powstał serial filmowy o tym samym tytule (reż. Konrad Nałęcki).

## Przydomki
Nazwisko Gąsienica często występuje z przydomkiem, pełniącym rolę nazwiska – samo nazwisko bywa pomijane, szczególnie potocznie.
Osób o nazwisku Gąsienica jest podobna liczba co tych z przydomkiem. Przydomki spotykane współcześnie to (w kolejności od najczęściej spotykanych do najrzadziej):
Roj, Makowski, Mracielnik, Daniel, Wawrytko, Kotelnicki, Samek, Fronek, Józkowy, Łuszczek, Groń, Sieczka, Staszeczek, Jędrzejczyk, Giewont, Kaspruś, Sobczak, Jacków, Mikołajczyk, Gładczan, Szostak, Bednarz, Walczak, Byrcyn, Ciaptak, Kościelny, Kołodziej, Bystrzan, Ciułacz, Tomków, Jarząbek, Kleryk, Ladzi, Laskowy, Sawicki.
Wszystkie przydomki włącznie z historycznymi w kolejności alfabetycznej:
Bachleda, Baniecki, Bankowiec, Bartków, Bąk, Bednarz, Biały, Bohac, Buk, Bukowy, Bukowian, Buńdowski, Bystrzan, Byrcyn, Byrka, Cekus, Chmiel, Chrapek, Chreptowski, Ciakor, Ciaptak, Ciułacz, Czarny, Daniel, Firek, Florek, Fronek, Froneczek, Foluśnik, Gacek, Giewont, Gładczan, Grapny, Groń, Gronikowski, Grajcar, Hudy, Jacak, Jacina, Jaciński, Jacków, Janci, Janik, Jasiów, Jasinek, Jarosz, Jarząbek, Jędrzejczak, Jędrzejczyk, Jędraś, Jędruścyn, Jochym, Jochymek, Jonek, Jonków, Jośnik, Jórek, Józkowy, Juhas, Julków, Kacka, Kaspruś, Kleryk, Kloryk, Knop, Kocyniec, Kołodziej, Komperda, Kostek, Kościelny, Kotelnicki, Kowal, Krawiec, Kręty, Krzeptowski, Krzyś, Krzywy, Kubior, Kubiorek, Kujon, Kuśnierz, Ladzi, Laskowy, Lemko, Łuszczek, Makowski, Marcinowski, Marcinów, Matus, Michałów,Michałków, Mięsacz, Mikołajczyk, Mikołajów, Młynarz, Mracielnik, Niźniak, Nowieś, Od Młyna, Pietruscarz, Piotrowski, Pinier, Polankowy, Poroński, Posłów, Roj, Rojcyk, Rzeźbiarz, Sabała, Sablik, Samek, Sawicki, Siajny, Sieczka, Sieta, Sikoniowski, Siwy, Skik, Sobczak, Sobiczek, Soboń, Sobuś, Solcyn, Spyrkowski, Stacho, Staszeczek, Stary, Stryncyn, Szostak, Szymaszek, Szymoszków, Szustek, Tadziak, Tomków, Trzebunia, Ustupski, Walczak, Wawrytko, Weruncarz, Wójciak, Wyziernik, Z Lasa, Z Osiedla, Zosin, Z Pode Drogi, Zuzaniak, Zuzaniok, Żegleń.

## Znani ludzie o nazwisku Gąsienica
- Jan Gąsienica Krzeptowski-Sabała – honorowy przewodnik tatrzański, muzykant, gawędziarz i pieśniarz,
- Andrzej Gąsienica (ur. 1993) – skoczek narciarski,
- Józef Gąsienica (1941–2005) – kombinator norweski, olimpijczyk,
- Maria Gąsienica Bukowa-Kowalska (ur. 1936) – polska narciarka, olimpijka,
- Wojciech Gąsienica-Byrcyn (ur. 1948) – przewodnik tatrzański, dyrektor TPN
- Jan Gąsienica Ciaptak (1922-2009) – narciarz, olimpijczyk z St. Moritz,
- Maciej Gąsienica Ciaptak (ur. 1954) – narciarz-alpejczyk,
- Andrzej Gąsienica Daniel (1932-1991) – narciarz-skoczek, olimpijczyk,
- Franciszek Gąsienica Daniel (ur. 1937) – narciarz, mistrz Polski w biegach, skokach, dwuboju klasycznym,
- Jan Gąsienica Daniel (1856-1924) – tragicznie zmarły przewodnik tatrzański,
- Józef Gąsienica Daniel (1945-2008) – olimpijczyk z Grenoble z 1968 roku,
- Helena Gąsienica Daniel-Lewandowska (1934-2013) – narciarka, olimpijka,
- Maria Gąsienica Daniel-Szatkowska (ur. 1936) – narciarka, olimpijka z Cortina d’Ampezzo 1956 i Innsbruck 1964,
- Maryna Gąsienica-Daniel (ur. 1994) – narciarka alpejska,
- Stanisław Gąsienica-Daniel (ur. 1951) – skoczek narciarski, medalista mistrzostw świata,
- Franciszek Gąsienica Groń (ur. 1931) – narciarz, specjalista kombinacji norweskiej,
- Tadeusz Gąsienica Łuszczek (ur. 1934) – polityk,
- Andrzej Gąsienica-Makowski (ur. 1952) – polityk i samorządowiec
- Andrzej Gąsienica Roj (1930-1989) – narciarz alpejczyk, rajdowiec, trener, działacz narciarski, olimpijczyk z Oslo 1952 i Cortina d’Ampezzo 1956,
- Józef Gąsienica-Sobczak (ur. 1934) – narciarz i biathlonista, czterokrotny olimpijczyk,
- Karol Gąsienica Szostak (ur. 1963) – rzeźbiarz i rysownik,
- Stanisław Gąsienica Sobczak (1884-1942) – rzeźbiarz i ceramik,
- Maciej Gąsienica Sieczka (1824-1897) – przewodnik tatrzański,
- Roman Gąsienica-Sieczka (1934-2006) – skoczek narciarski, olimpijczyk,
- Michał Gąsienica Szostak (ur. 1936) – rzeźbiarz, pedagog,
- Józef Gąsienica Tomków (1887-ok. 1942) – przewodnik tatrzański, ratownik górski,
- Jakub Gąsienica Wawrytko (1862-1950) – przewodnik tatrzański, ratownik górski,
- Józef Gąsienica Wawrytko (1889-1971) – przewodnik tatrzański, ratownik górski.